# Гулойхи
Гулойхи или Гулой-хи — река в России, протекает в Республике Ингушетия. Правый приток реки Ассы. Длина реки — 24 км, площадь водосборного бассейна — 161 км².
В долине реки расположен позднесредневековый комплекс оборонно-сторожевых башен Вовнушки.

## География
Река Гулойхи берёт начало в горах Джейрахского района (склон горы Дахкинты) у границы с Чечнёй. Течёт на запад по горной долине вдали от населённых пунктов. В долине произрастают сосны, ольха, ива, клён, облепиха, бересклет, калина. Лесом покрыт в основном левый берег реки. Скорость течения воды — 2,2 м/с. Устье реки находится в 103 км по правому берегу реки Ассы на высоте 1112 метров над уровнем моря у подножия горы Молельня.

## Данные водного реестра
По данным государственного водного реестра России относится к Западно-Каспийскому бассейновому округу, водохозяйственный участок реки — Сунжа от истока до города Грозный. Речной бассейн реки — Реки бассейна Каспийского моря междуречья Терека и Волги.
Код объекта в государственном водном реестре — 07020001112108200005505.